# 심리학의 오해
《심리학의 오해(How to Think Straight About Psychology)》는 인지심리학자인 키스 스타노비치(Keith E. Stanovich)가 쓴 책이다. 한국어판은 심리학 교수인 신현정이 번역했으며, 혜안 출판사에서 나왔다. 
이 책은 심리학의 세부사항들,이를테면 지각심리,인지심리,사회심리 등에 대한 책은 아니다. 하지만 이 책은 무엇이 이들 학문들을 심리학이라는 이름으로 불릴 수있게 해 주는지알려준다. 이 책은 한 마디로 정통 심리학은 과학이며, 이것이 통속심리학과 정통 심리학을 구분해주는 기준임을 역설하고 있다. 이에 사이비 과학, 신과학, 혹은 통계의 오용에 대해 비판하고 있으며, 심리학이 엄격한 과학적 방법론에 입각하였음을 설명하고 심령학이나 사이비 심리학,혹은 통속 심리학이 심리학이라고 오해하고 있는 점을 비판하고 있다.